# Hvoșcivka, Horol
Hvoșcivka (în ucraineană Хвощівка) este un sat în comuna Petrakiivka din raionul Horol, regiunea Poltava, Ucraina.

## Demografie
Componența lingvistică a localității Hvoșcivka
     Ucraineană (99,06%)
     Alte limbi (0,94%)
Conform recensământului din 2001, majoritatea populației localității Hvoșcivka era vorbitoare de ucraineană (99,06%), existând în minoritate și vorbitori de alte limbi.